# Ringette

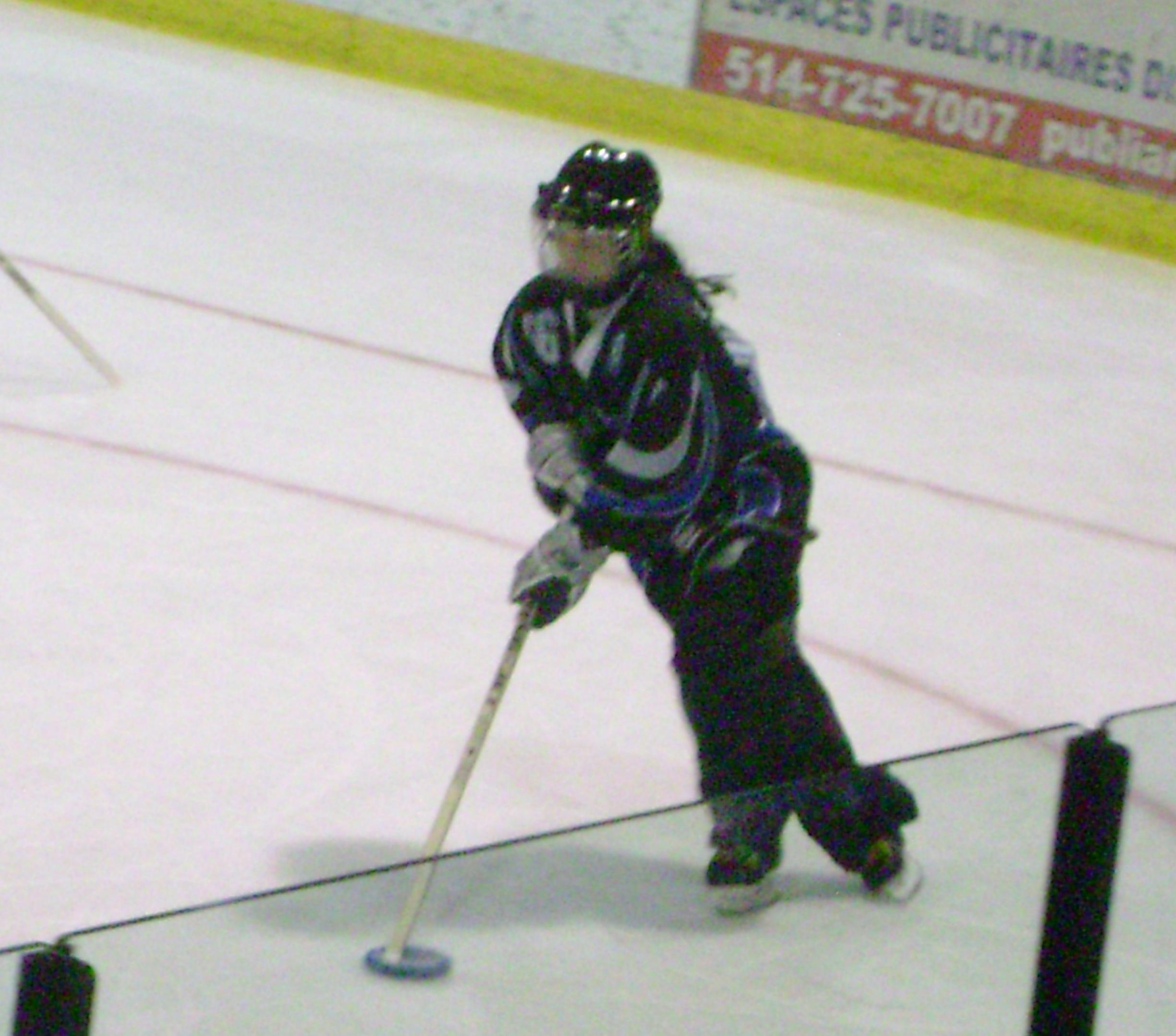
Přední hráčka ringette Stephanie Séguinov (Stephanie Seguin)

Ringette je kolektivní sport připomínající lední hokej a určený ženám. Ringette je bezkontaktní zimní týmový sport hraný na ledních hokejových kluzištích pomocí hokejových bruslí, rovných holí s brzdicími hroty a modrého gumového pneumatického kroužku určeného pro použití na ledových plochách.  Tento sport patří mezi malý počet organizovaných týmových sportů vytvořených výhradně pro závodnice.  Ačkoli se používají kluziště, ringette kluziště používají označení specifická pro ringette a sport využívá strategickou hru, která se více podobá basketbalu než lednímu hokeji.

## Pravidla

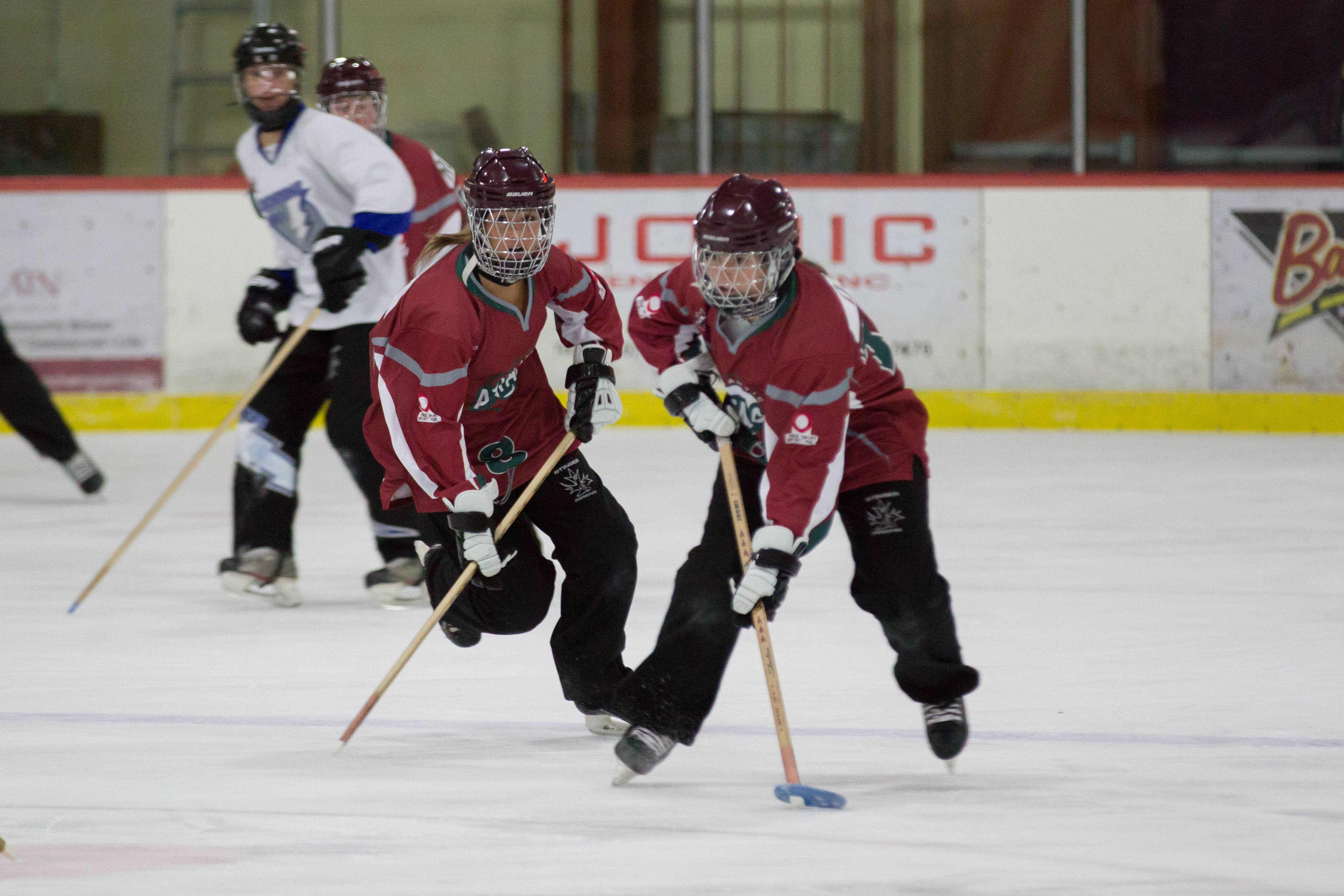
Ženy hrající ringette v kanadské
(NRL) National Ringette League, (Národní Ringette Liga)

Hraje se na kluzišti pro lední hokej a na stejné branky, na tři dvacetiminutové třetiny, s brankářkou a pěti hráčkami v poli. Hlavní rozdíl proti hokeji je v tom, že nehraje s pukem, ale s gumovým kroužkem o vnějším průměru 16,5 cm a vnitřním průměru 10 cm, kterým se prostrkuje rovná hůl. Z basketbalu si ringette vzalo zákaz hraní tělem a nutnost ukončit akci do půl minuty střelbou. V útočné třetině mohou být zároveň nejvýše tři hráčky z každého týmu. Je nutné kombinovat: pokud jedna hráčka přejede s kroužkem přes všechny čáry, píská se postavení mimo hru. Protože kroužek se kontroluje lépe než puk, je hra rychlejší a techničtější než lední hokej, navíc nehrozí takové nebezpečí úrazu. Hodí se i pro školní tělocvik, protože pravidla umožňují zapojení do hry i slabším členkám kolektivu.

## Historie
Pravidla ringette vymysleli v Sudbury roku 1963, Sam Jacks a Red McCarthy (Mirl McCarthy).
V Kanadě je 50 000 registrovaných hráček, existuje (NRL) National Ringette League, (Národní Ringette Liga) za účasti 16 klubů. Členy International Ringette Federation jsou také Spojené státy americké, Švédsko a Finsko. Tyto země se účastní Mistrovství světa v ringette. Neorganizovaně se hraje ringette v Rusku, Norsku, České republice a na Slovensku.